# Sättning (geologi)

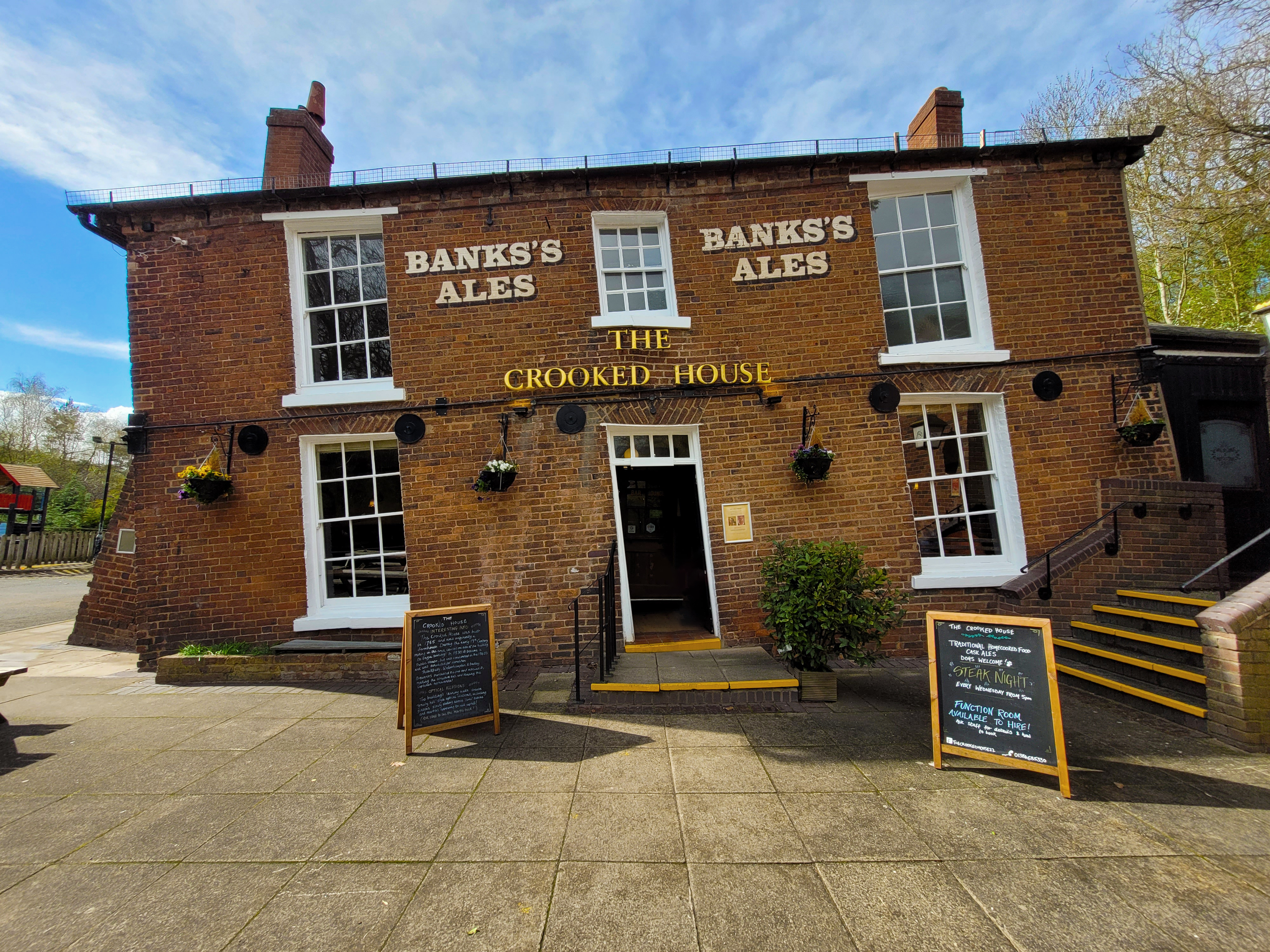
The Crooked House var en pub i England som drabbades av sättning på grund av gruvbrytning.

Sättning är markytans insjunkning på grund av underliggande jordlagers kompression. Sättning orsakas vanligen av ökad belastning på jorden, som exempelvis kan vara orsakad av markuppfyllningar, byggnader eller av en sänkt grundvattenyta. Sättningar kan även ha andra orsaker, exempelvis bergbrytning, utvinning av gas och olja, nedbrytning av organiskt material, urlakning (karstområden) eller uttorkning av jordar.
I Sverige är det mycket vanligt med sättningar, så kallade konsolideringssättningar, i lerområden, i samband med markuppfyllningar och grundvattensänkningar. Sättningarna kan ta lång tid att utbildas efter att lasten påförts, vid mäktiga lerlager hundratals år. Vid belastning tas lasten i vattenmättad lera initialt av porvattnet. Trycket får vattnet att strömma mot dränerande lager och med tiden överförs hela tillskottslasten till lerskelettet. 
Sättningar i lera kan även uppstå genom så kallad torrskorpebildning, vilket innebär att lerans översta lager krymper på grund av torkning och frysning och bildar en fastare torrskorpelera.
I början av 2000-talet flyttades Kiruna på grund av sättningar orsakade av underjordsbrytning i Kirunagruvan.

## Hävning
Motsatsen till sättning är hävning. En specialform av hävning kan uppstå i samband med så kallade svällande jordar. En annan specialform är tjällyftning.